# NGC 7

NGC 7

في الفهرس العام الجديد إن جي سي 7 أو NGC 7 هي مجرة حلزونية تقع في كوكبة النحات الجنوبية على مسافة تقدر بنحو 	71 مليون سنة ضوئية 22 مليون فرسخ فلكي اكتشفها عالم الفلك الإنجليزي جون هيرشل في 27 سبتمبر عام 1834، وكان يستخدم مقراب عاكس 18.7 بوصة في ذلك الوقت. ووصف الفلكي ستيف غوتليب المجرة بالخافتة، وإن كانت كبيرة، وبمنظر جانبي من منظور درب التبانة.

## وصلات خارجية
- NGC 7 على موقع ويكي سكاي: DSS2, SDSS, GALEX, IRAS, Hydrogen α, X-Ray, Astrophoto, Sky Map, Articles and images